# Aegus platyodon jansoni
Aegus platyodon jansoni es una subespecie de coleóptero de la familia Lucanidae.

## Distribución geográfica
Habita en Australia.